# Cho Jae-jin
Cho Jae-Jin (9 juli 1981) is een voormalig Zuid-Koreaans voetballer.

## Carrière
Cho Jae-Jin speelde tussen 2000 en 2010 voor Suwon Samsung Bluewings, Gwangju Sangmu, Shimizu S-Pulse, Jeonbuk Hyundai Motors en Gamba Osaka.

## Zuid-Koreaans voetbalelftal
Cho Jae-Jin debuteerde in 2003 in het Zuid-Koreaans nationaal elftal en speelde 38 interlands, waarin hij 9 keer scoorde.